# Elaeocarpus dewildei
Elaeocarpus dewildei är en tvåhjärtbladig växtart som beskrevs av R. Weibel. Elaeocarpus dewildei ingår i släktet Elaeocarpus och familjen Elaeocarpaceae. Inga underarter finns listade i Catalogue of Life.